# Peter Freeman (giornalista)
Peter Freeman (Città del Messico, 19 aprile 1958) è un giornalista e autore televisivo italiano.

## Biografia
È cresciuto e ha studiato a Torino dove ha compiuto i suoi studi. Dal 1974 ha militato in Lotta Continua, fino allo scioglimento dell'organizzazione avvenuto al congresso di Rimini del 1976. Successivamente ha partecipato al movimento del 1977, animando i circoli del proletariato giovanile di Torino.
È stato tra i fondatori, nel 1986, dell'Associazione culturale Hiroshima Mon Amour di Torino.
Nel 1988 ha cominciato a collaborare con il quotidiano il manifesto, del quale è stato in seguito redattore, poi caporedattore, fino al 1999. Appassionato di rugby, ha seguito per il manifesto tutti i tornei del Sei Nazioni e le coppe del mondo del 2007 in Francia e del 2011 in Nuova Zelanda. Ha inoltre scritto per il mensile AllRugby. Per le edizioni Manifestolibri ha pubblicato nel 2012 il libro Quello strano rimbalzo. È stato collaboratore di "In movimento", l'inserto mensile de Il manifesto dedicato alla montagna.
Ha collaborato a Pubblico Giornale.
Per la televisione ha lavorato per la Rai. È stato autore di Blob, Schegge, Vent'anni prima. Archiviato l'8 giugno 2021 in Internet Archive.
- Dal 2002 al 2004 ha collaborato a Ballarò.
- Insieme ad Alessandro Robecchi ha realizzato la striscia quotidiana Verba volant e dal 2010 la rubrica Figu - Album di persone notevoli.
- Nel 2012 ha realizzato, insieme a Fausto Paravidino e Roberto Torelli, F.I.L. - Felicità interna lorda,[3] un programma in 10 puntate in onda su Rai 3.
- Dal 2014 al 2017 ha fatto parte della struttura Cultura e Storia di Rai 3, lavorando in qualità di autore a La grande storia e a Correva l'anno. Ha realizzato Amintore Fanfani,[4] La meglio gioventù,[5] K2 - Bonatti contro tutti.
- È stato tra gli autori di D-Day - Giorni decisivi,[6] in onda su Rai 3 nella primavera 2015.
- Per Rai 3 ha realizzato, insieme allo psicoanalista Massimo Ammaniti, La quarta età,[7] 10 puntate andate in onda nella primavera 2016.
- Insieme ad Antonio Nicaso e Marina Basile ha realizzato Infinito Crimine - Indagine sulla 'Ndrangheta, in onda su Rai 3[8][9] nella primavera 2018.
- Per La Grande Storia - Doc ha realizzato: La guerra della chimica - Ascesa e caduta di un'industria italiana (2019).
- Per La Grande Storia - Anniversari ha realizzato: Italia Libera - Storia di una formazione partigiana (2019), insieme a Chiara Colombini; Paolo Borsellino - I segreti e le menzogne (2020)[10]; Rosario Livatino - Un giudice di frontiera (2020)[11]; Mario Francese - L'uomo che scriveva troppo (2021)[12].

Nel 2022 ha scoperto il mondo del podcasting. Lavora per RaiPlay Sound e racconta storie ascoltabili in streaming:
- La favola del rugby (2023), 15 puntate.[13] La serie ha vinto il primo premio nella categoria Sport agli Italian Podcast Awards 2024. [14]
- Sei Nazioni in sei minuti (2023), 6 puntate. .
- Prima che lo uccidano - La storia di Pippo Fava (2024), 5 puntate.

- Rivoluzione Dolci (2024), 4 puntate firmate insieme ad Andrea Borgnino, Vanessa Roghi e Marco Stefanelli e dedicate alla figura di Danilo Dolci.